# Communauté des Russes lipovènes de Roumanie
La  Communauté des Russes lipovènes de Roumanie (en roumain : Comunitatea Rușilor Lipoveni din România, CRLR) est un parti politique roumain représentant la minorité lipovène de Roumanie.

## Résultats électoraux

### Élections parlementaires
| 1990 | 17 974 | 0,1 | 4,3 |
| 1992 | 14 861 | 0,1 | 4,1 |
| 1996 | 11 902 | 0,1 | 3,5 |
| 2000 | 11 558 | 0,1 | 3,1 |
| 2004 | 10 562 | 0,1 | 3,0 |
| 2008 | 9 203  | 0,1 | 2,1 |
| 2012 | 8 328  | 0,1 | 2,4 |
| 2016 | 6 160  | 0,1 | 2,2 |

### Élections locales
Lors des élections locales de 2016, le parti remporte 15 sièges de conseillers municipaux alors qu'Ivan Ignat est élu maire de Slava Cercheză.